# Palthis lineata
Palthis lineata är en fjärilsart som beskrevs av William Schaus 1913. Palthis lineata ingår i släktet Palthis och familjen nattflyn. Inga underarter finns listade i Catalogue of Life.